# ТЭЦ Белосток
ТЭЦ Белосток – теплоэлектроцентраль в одноименном городе на востоке Польши.
Ещё в 1910-м в Белостоке запустили электростанцию с двумя агрегатами мощностью по 0,33 МВт. К 1939-му она достигла показателя в 10,7 МВт, а в 1990-м была закрыта. К тому времени в городе уже четверть века действовал другой генерирующий объект, основанный в 1967-м как котельная с угольным водогрейным котлом WLM 38 мощностью 44 МВт. В следующем году добавили ещё один такой же котел, а в 1973-1974 годах площадку дополнили двумя более мощными водогрейными котлами WP-70 с показателями по 82 МВт. Все они были поставлены рацибужской компанией Rafako. 
В 1978-м объект превратили в теплоэлектроцентраль, для чего запустили энергоблок с двумя котлами Rafako ОР-140 и турбиной 13UP65 мощностью 65 МВт. В 1981-м и 1991-м добавили ещё два блока, каждый из которых имеет по одному котлу Rafako ОР-230 и турбине 13UP55 мощностью по 55 МВт.
В 2003-м начала работу турбина №4 мощностью 24 МВт, поставленная компанией Alstom (к тому времени этот французский концерн уже стал владельцем эльблонгского завода Zamech, который оборудовал большинство основных польских ТЭЦ). Она получает питание по коллектору, проложенному от блоков 2 и 3. Это довело электрическую мощность ТЭЦ до 203,5 МВт при тепловой мощности основных блоков (без учета водогрейных котлов) на уровне 334 МВт. 
Во второй половине 2000-х котлы ОР-140 модернизировали в тип BFB-105. Теперь они используют технологию пузырькового кипящего слоя и сжигают биомассу. 
По состоянию на середину 2010-х в работе оставался только один водогрейный котел WP-70, а удаление продуктов сгорания происходило через две дымовые трубы №2 и №3 высотой по 120 метров.
Связь с энергосистемой обеспечивает ЛЭП, рассчитанная на работу под напряжением 110 кВ.